# Enztal zwischen Bietigheim und Besigheim mit Rossert, Brachberg, Abendberg und Hirschberg sowie Galgenfeld, Forst und Brandholz mit Umgebung
Das Landschaftsschutzgebiet Enztal zwischen Bietigheim und Besigheim mit Rossert, Brachberg, Abendberg und Hirschberg sowie Galgenfeld, Forst und Brandholz mit Umgebung ist ein mit Verordnung der Unteren Naturschutzbehörde beim Landratsamt Ludwigsburg vom 23. Dezember 1988 ausgewiesenes Landschaftsschutzgebiet (LSG-Nummer 1.18.062).

## Lage und Beschreibung
Das 1420,3419 Hektar große Gebiet liegt im Tal der Enz zwischen Besigheim im Norden und Bietigheim-Bissingen im Süden. Das Gebiet gehört naturräumlich zum Neckarbecken.
Laut Steckbrief handelt es sich um den vielgestaltigen Landschaftsbereich des Enztales und noch vorhandenen terrassierten Weinberglagen mit Natursteinmauern und -treppen, Streuobstwiesen.
Im Landschaftsschutzgebiet liegen die flächenhaften Naturdenkmale Brachberg I, Brachberg II, Brachberg III, Heckenzone am Brachberg mit Steinriegeln, Feldgehölz am „Brachberg“, Pflanzenstandort „Birkenwäldle“, Pflanzenstandort am „Hirschberg“, Feuchtgebiet „Lettenlöcher“, Feuchtgebiet „Söllertquelle“, Ehemaliger Steinbruch „Söllert“, Feuchtgebiet Rosserttümpel,
Ehemaliger Steinbruch im „Ritterlen“, Feuchtgebiet „Ried“, Enzinsel, Hohlweg und Magerrasen am Wartturm, Feldgehölze „Häslachrain“, „Hörnle“ und Umgebung, Pflanzenstandort „Neckarhälde“, 2 Dolinen, Dolinenfeld im Hartwald, Feldgehölz, Ödland u.Steinriegel „Deutelstähl“, Feuchtgebiet unter der Bernhalde, Steppenheidewald u.Pflanzenstandort „Galgenrain“
Hermannsklinge, 1 Doline, Felsspalten, Felsvorsprung „Fürstenstand“, Felsvorsprung „Eberstein“, „Binsenseen“ und Umgebung, Geologischer Aufschluß von Buntsandstandschottern.
Im Schutzgebiet befinden sich ebenfalls die Schonwälder Betzenloch-Sommerrain und Enzhalde.
Teile des Landschaftsschutzgebiets gehören zum FFH-Gebiet Strohgäu und unteres Enztal.

## Schutzzweck
Schutzzweck ist gemäß Schutzgebietsverordnung die Erhaltung und Sicherung der natürlichen Eigenart des Enztales zwischen Bietigheim und Besigheim einschließlich der sich daran anschließenden vielfältigen Landschaftsteile.
Besondere Bedeutung kommt dabei einer Erhaltung der in diesem Bereich noch vorhandenen terrassierten Weinberglagen mit Natursteinmauern und -treppen sowie den Streuobstwiesen zu, welche hochwertige Biotope darstellen.
Der Charakter eines vielgestaltigen Landschaftsbereiches in seiner Funktion für den Naturhaushalt, als Lebensraum der heimischen Tier- und Pflanzenwelt sowie als größerer zusammenhängender Erholungsraum, soll erhalten und das Landschaftsschutzgebiet vor störenden und beeinträchtigenden Veränderungen bewahrt werden.